# Амиров, Иран Амирович
Иран Амирович Амиров (15 сентября 1944, Джалагашский район, Кзыл-Ординская область — 6 октября 2014, Астана, Казахстан) — казахстанский государственный и общественный деятель. Депутат Сената Парламента Республики Казахстан (2004—2014).

## Биография
Родился 15 сентября 1944 года на станции Каракеткен Жалагашского района Кызылординской области.
В 1971 году окончил юридический факультет Казахского государственного университета им. Кирова по специальности юрист.
Скончался от продолжительной болезни 6 октября 2014 года.

## Трудовая деятельность
С 1963 по 1966 годы — электромонтажник, электрик Кзыл-Ординского управления электросетей.
С 1970 по 1974 годы — стажер Новороссийского райсуда, судья Актюбинского городского суда.
С 1974 по 1975 годы — судья Фрунзенского районного суда.
С 1975 по 1985 годы — судья, председатель Октябрьского районного суда.
С 1982 по 1991 годы — Председатель Алгинского районного суда.
С 1991 по 1995 годы — Председатель Актюбинского городского суда.
С 1995 по 2004 годы — Председатель Актюбинского областного суда.

## Выборные должности, депутатство
С ноябрь 2004 по октябрь 2014 годы — Депутат Сената Парламента Республики Казахстан ІІІ, IV и V созывов от Актюбинской области; член Комитета по законодательству и правовым вопросам.
Член группы сотрудничества с Советом Федерации Федерального Собрания Российской Федерации, с Парламентом Королевства Бельгия, с Сенатом Румынии, с Консультативным Советом (Мажилис Шура) Королевства Саудовская Аравия, Член Межпарламентской Ассамблеи государств-участников Содружества Независимых Государств.
Член Высшего Судебного Совета Республики Казахстан.
Председатель РОО «Союз судебных исполнителей».

## Награды и звания
- В 1989 году Указом Верховного Совета Казахской ССР присвоено почётное звание «Заслуженный юрист Казахской ССР».
- почётная грамота Министерства юстиции Республики Казахстан (1999)
- почётное звание «Почётный судья Республики Казахстан» (2001)
- почётная грамота Союза судей Республики Казахстан (2002)
- почётный знак «Уш би» (2004)
- Орден Курмет (декабрь 2007 года)[7]
- Орден «Содружество» (МПА СНГ 2011 года)
- Орден Парасат (15 декабря 2013 года)[8]
- Почётная грамота председателя Верховного Суда Республики Казахстан
- Награждён благодарственным письмом Первого Президента Республики Казахстан.
- Почётный гражданин Жалагашского района Кызылординской области.
- Почётный гражданин Актюбинской области (5 сентября 2014 года).
- Медаль «За укрепление парламентского сотрудничества» (28 ноября 2013 года, Межпарламентская ассамблея СНГ) — за особый вклад в развитие парламентаризма, укрепление демократии, обеспечение прав и свобод граждан в государствах — участниках Содружества Независимых Государств[9].
- Государственные юбилейные медали
- 2001 — Медаль «10 лет независимости Республики Казахстан»
- 2005 — Медаль «10 лет Конституции Республики Казахстан»
- 2006 — Медаль «10 лет Парламенту Республики Казахстан»
- 2008 — Медаль «10 лет Астане»
- 2011 — Медаль «20 лет независимости Республики Казахстан» и др.